# Camp Harry J. Jones
Camp Harry J. Jones è stata una base dell'esercito degli Stati Uniti dal 1910 al 1933 situata vicino a Douglas in Arizona al confine con il Messico. Il campo fu chiamato così in onore del caporale Harry J. Jones, un sottufficiale ucciso il 2 novembre 1915 dagli uomini di Pancho Villa mentre era di guardia agli uffici della dogana di Douglas.
Originariamente il campo fu chiamato Camp Douglas, ed era la base per i soldati che dovevano proteggere il confine tra gli Stati Uniti ed il Messico viste le numerose rivolte che interessavano il Messico, soprattutto nell'area di confine.
Nel febbraio 1916 il comandante della 6ª Brigata chiese che il campo fosse intitolato al caporale Jones.